# نشانه مونیس
نشانهٔ مونیس (انگلیسی: Moniz sign) یک نشانهٔ بالینی است که در آن خم‌کردن شدید کف پا به‌طور غیرفعال باعث ایجاد رفلکس اکستانسور کف پا می‌شود. نشانه مونیس در افراد مبتلا به ضایعات دستگاه هرمی یافت می‌شود و یکی از انواع رفلکس کف پا است. نشانه مونیس نامش را از متخصص مغز و اعصاب پرتغالی آنتونیو اگاس مونیس گرفته است.